# Diplazium tungurahuae
Diplazium tungurahuae là một loài thực vật có mạch trong họ Woodsiaceae. Loài này được (Sodiro) C. Chr. miêu tả khoa học đầu tiên năm 1913.